# Xavier Pascual Fuertes
Pour les articles homonymes, voir Xavier Pascual et Fuertes.
Xavier Pascual Fuertes, né le 8 mars 1968 à Barcelone, est un ancien joueur espagnol de handball reconverti en entraîneur. Il entraîne le FC Barcelone depuis le 9 février 2009. De juin 2016 à juin 2018, il est aussi le sélectionneur de l'équipe de Roumanie.

## Carrière comme joueur

### Palmarès
Compétitions internationales
- Coupe des clubs champions (2) : 1991

Compétitions nationales
- Championnat d'Espagne (2) : 1990 et 1991
- Coupe du Roi (1) : 1990
- Supercoupe d'Espagne (2) : 1989 et 1990

## Carrière comme entraîneur

### Parcours

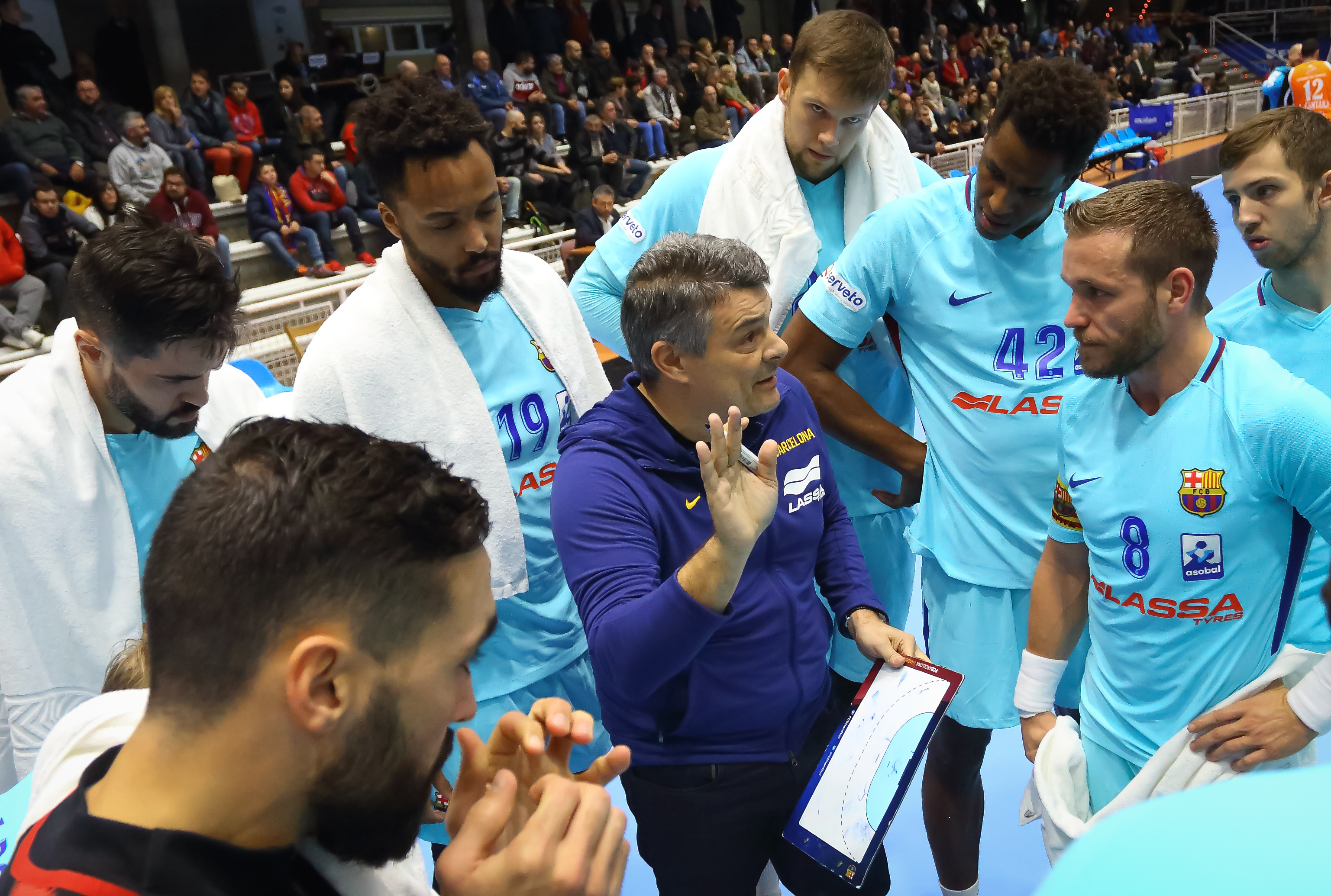
Xavi Pascual au milieu de ses joueurs en 2017

Xavier Pascual commence comme entraîneur des gardiens du FC Barcelone en 2005, poste qu'il occupe jusqu'en 2008 lorsqu'il devient entraîneur-adjoint de Manolo Cadenas. Entre 2006 et 2008, il est également coordinateur des équipes juniors du Barça.
Le 9 février 2009, il devient entraîneur du FC Barcelone en remplacement de Manolo Cadenas. Après avoir remporté plus de 50 trophées au total (même si la grande majorité de ces titres ont été obtenus aux dépens d'une concurrence très affaiblie en Espagne), il est libéré en mai 2021 de son ultime année de contrat (qui courrait jusqu'en 2022). Alors qu'il lui a été reproché son incapacité à mener le Barça vers sa dixième Ligue des champions (après celles remportées en 2011 et 2015), il permet pourtant au Barça de réaliser une saison parfaite puisqu'il a remporté tous ces matchs de Ligue des champions et a pulvérisé le record du plus gros écart en finale de la finale à quatre (précédemment de 5 buts) en s'imposant de 13 buts (36-23) face au Aalborg Håndbold,,.
Entre-temps, sa signature au Dinamo Bucarest est annoncée et est à nouveau (après un premier passage de juin 2016 à juin 2018) nommé sélectionneur de la Roumanie. Il est limogé de son poste de sélectionneur après l'élimination précoce à l'Euro 2024 (3 défaites en 3 matchs).

### Palmarès
Compétitions internationales
- Vainqueur de la Ligue des champions (3) : 2011, 2015, 2021
- Vainqueur de la Coupe du monde des clubs (5) : 2013, 2014, 2017, 2018, 2019

Compétitions nationales
- Vainqueur du Championnat d'Espagne (11) : 2011, 2012, 2013, 2014, 2015, 2016, 2017, 2018, 2019, 2020, 2021
- Vainqueur de la Coupe du Roi (10) : 2009, 2010, 2014, 2015, 2016, 2017, 2018,  2019, 2020, 2021
- Vainqueur de la Coupe ASOBAL (11) : 2010, 2012, 2013, 2014, 2015, 2016, 2017, 2018, 2019, 2020, 2021
  - Finaliste en 1994, 1999, 2003, 2004 et 2009
- Supercoupe d'Espagne (10) : 2010, 2013, 2014, 2015, 2016, 2017, 2018, 2019, 2020, 2021
- Vainqueur du Championnat de Roumanie (3) : 2022, 2023, 2024
- Vainqueur de la Coupe de Roumanie (2) : 2022, 2024
- Vainqueur de la Supercoupe de Roumanie (1) : 2022